# Revista del Museo de Antropología
La Revista del Museo de Antropología es una revista académica cuatrimestral publicada en la ciudad de Córdoba por el Instituto de Antropología de Córdoba de la Facultad de Filosofía y Humanidades de la Universidad Nacional de Córdoba (Argentina).

## Objetivos e historia
La revista publica artículos científicos originales e inéditos de autores argentinos y extranjeros que se relacionen con temáticas de las ciencias antropológicas, tanto social, biológica o arqueología, así como también de la museología vinculadas con la exhibición y curación de materiales tangibles e intangibles. Es por ello que esta revista pretende ser un elemento de difusión para presentar resultados de estudios de investigaciones teóricas, metodológicas o casos analizados, que permitan el desarrollo de debates académicos sobre las temáticas abordadas. 
Esta revista fue fundada en el año 2008, tuvo periodicidad anual hasta el año 2013. Entre el 2014 y 2016 se publicaron dos números anuales, y desde el 2017 tres números al año por lo que adquiere periodicidad cuatrimestral. Uno de los números suele ser un suplemento especial que reúne trabajos de un dossier, o número especial, referidos a una temática o problemática en particular que puede ser propuesta por los editores de la revista o por editores invitados. De esta forma, la revista acepta manuscritos encuadrados en las categorías: Artículos inéditos y reseñas de libros. Durante varios años también aceptaba artículos cortos.
Se trata de una revista científica de de acceso abierto, gratuita, cuyos artículos publicados son revisados por pares, y publicada bajo una licencia Creative Commons (CC BY-NC-SA 4.0). También sigue también los lineamientos del COPE (Committee on Publications Ethics).

## Indexación
La Revista del Museo de Antropología se encuentra indizada en las siguientes bases de datos y directorios: Scopus, Anthropological Index Online, REDIB (Red Iberoamericana de Innovación y Conocimiento Científico), EBSCO Open Science Directory. También se encuentra dentro de los siguientes sistemas de evaluación: DOAJ (Directory of Open Access Journals), LATINDEX (Sistema Regional de Información en Línea para Revistas Científicas de América Latina, el Caribe, España y Portugal) (Folio 15289), Núcleo Básico de Revistas Científicas Argentinas (Resolución 1855/13 del CONICET), PKP Index (Public Knowledge Project), SciELO (Scientific Electronic Library Online o Biblioteca Científica Electrónica en Línea), ERIPHLUS (European Reference Index for the Humanities and Social Sciences), MIAR (Matriz de Información para el Análisis de Revistas), ROAD (Directory of Open Access Scholarly Resources), BECyT (Biblioteca Electrónica de Ciencia y Tecnología), CIRC (Clasificación Integrada de Revistas Científicas), LatinREV (Red Latinoamericana de Revistas en Ciencias Sociales), y Malena (CAICyT, CONICET).